# داني ماير
داني ماير (بالإنجليزية: Danny Meyer)‏ هو صاحب مطعم أمريكي، ولد في 14 مارس 1958 في نيويورك في الولايات المتحدة.